# 秦岭蔷薇
秦岭蔷薇（学名：Rosa tsinglingensis）为蔷薇科蔷薇属下的一个种。

## 扩展阅读
- 維基物種上的相關：秦岭蔷薇